# 桃鮻
桃鮻為輻鰭魚綱鯔形目鯔科的其中一種，分布於西印度洋的卡達、巴林海域，棲息在沿岸海域、河口、潟湖，體長可達30公分，以藻類、有機碎屑為食。
其种加词“Persicus”意为“桃色的”。